# Iljine (Dorf)
Iljine (ukrainisch Ільїне, russisch Ильино Iljino) ist ein Dorf in der ukrainischen Oblast Saporischschja mit etwa 300 Einwohnern (2004).

## Geschichte
Das 1820 von Mennoniten aus dem westpreußischen Marienwerder unter dem Namen Schardau gegründete Dorf gehörte zum Siedlungsgebiet der russlandmennonitischen Kolonie Molotschna. Der Name bezieht sich auf Schardau, heute Szkaradowo.

### Schardau
In Schardau trafen die ersten Siedler trafen 1819 ein und verbrachten den Winter in Nachbarorten. Im Mai 1820 wurde der Ort angelegt, weitere Siedler kamen 1821 dazu. Die ersten Wohnhäuser wurden 1824 errichtet, weitere 1828. Wasser musste aus dem benachbarten Steinbach geholt werden, bis ein eigener Brunnen gebohrt wurde. 1908 lebten hier 508 Menschen und es gab eine Windmühle und eine motorisierte Mühle. In den 1930ern wurde der Ort Teil der Kolchose Deutscher Kollektivist. 1943 schlossen sich die verbleibenden Bewohner dem Flüchtlingstrek nach Deutschland an.

### Pordenau
Pordenau wurde 1824 am Nordufer des Juschanlee angelegt und nach einem Ort in Westpreußen benannt. Bauernhöfe säumten beide Seiten der Hauptstraße, die dem Fluss folgt. Das Dorf hatte 20 Vollwirtschaften Der Schwarzboden hier war recht dünn. 1908 lebten hier 568 Menschen und es gab einen Kaufladen, eine Windmühle, und eine Ziegelei. 1943 schlossen sich die verbliebenen Bewohner dem Flüchtlingstrek nach Deutschland an. Der Ort wurde nicht wiederaufgebaut.

### Mariental
Mariental Im Frühjahr 1820 von 17 Familien aus Preußen am Südufer des Tschokrak gegründet. Sobald die Lage des Dorfes festgelegt war, kr wurden die Grundstücke abgepflügt und verlost. Zuerst bauten sich die Siedler Hütten aus Erde und Holz, nach der Aussaat kümmerten sie sich um den Bau beständiger Häuser. Im folgenden Jahr kamen vier weitere Familien hinzu. Der Ortsname war zu Ehren der Frau von Alexander I. gewählt. 1869 gab es hier 17 Vollwirtschaften, sechs Halbwirtschaften, und 36 Kleinwirtschaften. 1908 lebten hier 444 Personen und es gab eine Windmühle und einen Mehlhandel. Bei Rückzug der Wehrmacht 1943 wurde das Dorf verbrannt. 1943 schlossen sich die verbliebenen Bewohner dem Flüchtlingstrek nach Deutschland an. Der Ort wurde nicht wiederaufgebaut. In den 1930ern wurde der Ort Teil der Kolchose Deutscher Kollektivist.
Seit dem Ende des Zweiten Weltkrieges hieß die Ortschaft ab 21. Mai 1945 Panfyliwka (Панфилівка) und 2016 erhielt sie im Zuge der Dekommunisierung in der Ukraine ihren heutigen Namen.

## Geographische Lage
Iljine liegt am Ufer des 10 km langen Flusses Tschokrak (Чокрак), der über den 94 km langen Juschanly (Юшанли) in die Molotschna abfließt. Das Dorf befindet sich 140 km südöstlich vom Oblastzentrum Saporischschja und 25 km südlich vom ehemaligen Rajonzentrum Tschernihiwka.
Bei Iljine kreuzen sich die Territorialstraße T–08–21 und die Regionalstraße P–37.
Am 31. Oktober 2016 wurde das Dorf ein Teil der neugegründeten Siedlungsgemeinde Tschernihiwka, bis dahin bildete es zusammen mit den Dörfern Kalyniwka (Калинівка), Olexandriwka (Олександрівка) und Tarassiwka (Тарасівка) sowie der Ansiedlung Krasne (Красне) die gleichnamige Landratsgemeinde Iljine (Ільїнська сільська рада/Iljinska silska rada) im Süden des Rajons Tschernihiwka.
Seit dem 17. Juli 2020 ist sie ein Teil des Rajons Berdjansk.

## Bevölkerungsentwicklung
| 1838 | 1856 | 1864 | 1896 | 1908 | 1919 | 1939 |
| ---- | ---- | ---- | ---- | ---- | ---- | ---- |
| 287  | 351  | 422  | 374  | 408  | 441  | 228  |

Quelle: